# Bernardo Sepúlveda Amor
Bernardo Sepúlveda Amor, né le 14 décembre 1941, est un diplomate et juriste mexicain. 
Il est secrétaire aux Affaires étrangères du Mexique dans les années 1980 sous la présidence de Miguel de la Madrid. Il est juge de la Cour internationale de justice,,.

## Biographie
Sepúlveda Amor est né à Mexico. Il a étudié le droit à l'université nationale autonome (UNAM, 1964). Il a ensuite poursuivi des études de troisième cycle avec une spécialisation en droit international au Queens' College de Cambridge au Royaume-Uni (1966) .

### Carrière

#### Enseignement
Il est professeur de droit international et d'organisations internationales à El Colegio de México et enseigne également à l'Institut Matías Romero. Ses autres activités académiques l'ont amené à travailler au Centro de Investigación y Docencia Económicas (CIDE) et à l'UNAM.

#### Politique mexicain
Du 16 mars au 30 novembre 1982, il a été ambassadeur du Mexique aux États-Unis d'Amérique . De 1989 à 1993, il a été ambassadeur du Mexique au Royaume-Uni.
Entre ces deux affectations diplomatiques, de 1982 à 1988, il a été secrétaire aux Affaires étrangères du Mexique sous le président Miguel de la Madrid.
Au cours de son mandat au Cabinet, il a joué un rôle déterminant dans la création du Groupe Contadora, qui a œuvré pour apporter la paix en Amérique centrale, et dans la création du Grupo de Ocho, qui s'est depuis agrandi pour devenir le Groupe de Rio .

#### Juriste international
En 1996, Sepúlveda Amor a été élu pour siéger à la Commission du droit international des Nations unies; il a été réélu au même poste en 2001.
Le 7 novembre 2005, il a été élu pour une période de neuf ans comme l'un des juges de la Cour internationale de justice (CIJ) .
En 2012, Sepúlveda-Amor a été élu par les juges de la CIJ en tant que vice-président, pour un mandat de trois ans commençant le 6 février 2012 ,.

#### Carrière corporative
En 2017, il a été nommé président du conseil d'administration d'Altán Redes, un consortium de communication dont le but est de fournir le service celullaire 4.5G aux mexicains .

## Honneurs et récompenses
En 1984, il a reçu le prix Princesse des Asturies pour ses efforts de coopération internationale.
En 1985, l'UNESCO lui décerne son prix Simón Bolívar .
En 2018, il a été nommé ambassadeur émérite du Mexique en reconnaissance de sa contribution, à la fois en tant que juriste et en tant que diplomate, à l'amélioration de la réputation internationale du Mexique.

## Conférences
- The International Court of Justice and the Use of Force by States in the Lecture Series of the United Nations Audiovisual Library of International Law
- La Corte Internacional de Justicia y el uso de la fuerza por los Estados in the Lecture Series of the United Nations Audiovisual Library of International Law
- The Development of the International Court of Justice Jurisprudence in some key areas in the Lecture Series of the United Nations Audiovisual Library of International Law